# ジュリアス・フランシス
ジュリアス・フランシス（英語: Julius Francis、1964年12月8日–）は、英国の元プロボクサーである。1990年代半ばから2000年代にかけて、コモンウェルス英連邦ヘビー級王座や英国ヘビー級王座を獲得するなど活躍した。最充実期の1999年には当時無敗であったペレ・リードやダニー・ウィリアムズを破りロンズデール・ベルトを獲得。翌年マイク・タイソンと対戦するも2ラウンドKO負けを喫した。2007年には総合格闘技の試合にも出場した。

## 経歴
1964年、ロンドンのペッカム地区に生まれた。父親はクレーン車の運転手で、仕事で家を離れることが多かった。母親は病弱で、フランシスと4人の兄弟姉妹の面倒を見ることができなくなった。10歳のときに里親に預けられ、母親は6年後に亡くなった。
16歳のころには犯罪に手を染めていた。数々の犯罪、多くは暴力沙汰で6つの刑務所に入所した経験がある。そのころに負った大きなナイフの傷跡が腹部に残っている。
25歳で格闘技を始め、3年後にプロに転向した。

## プロボクサーとして
1993年、28歳のときにプロボクサーライセンスを取得した。プロ入り後6連勝したが、7戦目でジョン・ルイスに敗れ連勝はストップした。1995年2月、英国ボクシング管理委員会（BBBofC）南部ヘビー級王座を獲得。1997年6月、コモンウェルス英連邦ヘビー級王座を獲得、同年9月にはBBBofC英国ヘビー級王座を獲得した。
1998年はアクセル・シュルツとヴィタリ・クリチコに敗れるも、翌1999年は当時無敗であったペレ・リードとダニー・ウィリアムズに初黒星をつけるなど3戦3勝と充実した1年であった。この年、ウィリアムズ戦の勝利によってロンズデール・ベルトを獲得した。

### マイク・タイソン戦
1999年12月、マイク・タイソンとイギリスでノンタイトル戦を行う契約に合意した。ファイトマネーは35万ポンドで、自身のそれまでの最高額8万5千ドルから大きく跳ね上がった。タイソンがアメリカ国外で試合を行うのは東京でのジェームス・ダグラス戦以来10年ぶりであった。マンチェスターの試合会場には2万人以上の観客が詰めかけた。試合は第1ラウンドからタイソンが圧倒し2回のダウンを奪うと、続く第2ラウンドでも続けざまに3度のダウンを奪い、レフェリーストップでタイソンが勝利した。フランシスが着用していたブーツのソールに、イギリスの大衆紙「ミラー」が広告を出していたことも話題となった。
2001年4月にマイク・ホールデン戦に勝利し、WBOのヘビー級インターコンチネンタル王座を獲得したが同年7月にダニー・ウィリアムズに敗れタイトルを失った。以降の戦績は精彩を欠き、2003年4月のシナン・シャミル・サム戦から14連敗し、2006年5月の試合を最後にプロボクシングのキャリアを終えた。
英国ヘビー級王座獲得・防衛4回、コモンウェルスヘビー級王座獲得・防衛5回の戦績を残した。

## ボクシング引退後

### 総合格闘技
2007年9月に総合格闘技「Cage Rage 23: Unbelievable on 22」に出場、ゲイリー・ターナーとの試合で敗れた。

### その他の活動
2012年、シェイクスピアの『オセロ』を題材にした舞台「Ring of Envy」に出演した。観客の前で演じるのはタイソン戦よりも緊張したと語っている。
以後はウェンブリーのボックスパークで警備員の仕事をしており、現役時代を知るファンから声をかけられることもたびたびあった。2022年6月、同施設に乱入した男をパンチ一発でノックアウトした。この際の動画は瞬く間にSNSで広まり、警備員が元プロボクサーのフランシスであったことから話題となった。ボックスパークのCEOであるロジャー・ウェイドはフランシスを「最も素晴らしい人物の一人」と擁護した。タイソン・フューリーも「いい右パンチだ。あれだけ無作法に難癖をつけた男には当然の報いだ」とフランシスを支持した。4時間半にわたる警察の取り調べも受け、適法にふるまったと判断された。しかしながら、警備業管轄機関から資格を停止されることとなった。

## プロボクシング戦績
| 23 勝（12 ノックアウト、11 判定）24 敗（8 ノックアウト、16 判定）、1 引分 |         |                      |      |               |                |                                                                     |                                                                       |
| 結果                                                                      | 戦績    | 対戦相手             | 内容 | ラウンド      | 日付           | 場所                                                                | 備考                                                                  |
| 勝利                                                                      | 1–0     | Graham Arnold        | TKO  | 5 (6), 0:28   | 1993年5月23日  | ロンドン Crofton Leisure Centre                                     |                                                                       |
| 勝利                                                                      | 2–0     | Joey Paladino        | KO   | 4 (4)         | 1993年6月23日  | ロンドン Picketts Lock Stadium                                      |                                                                       |
| 勝利                                                                      | 3–0     | Andre Tisdale        | 判定 | 4 (4)         | 1993年7月24日  | ニュージャージー州 アトランティック・シティ Showboat Hotel & Casino |                                                                       |
| 勝利                                                                      | 4–0     | Don Sargent          | TKO  | 2 (4)         | 1993年8月28日  | ノースダコタ州 ビズマーク Civic Center                              |                                                                       |
| 勝利                                                                      | 5–0     | John Keeton          | 判定 | 4 (4)         | 1993年12月1日  | ロンドン York Hall                                                  |                                                                       |
| 勝利                                                                      | 6–0     | Manny Burgo          | 判定 | 4 (4)         | 1994年4月27日  | ロンドン York Hall                                                  |                                                                       |
| 敗戦                                                                      | 6–1     | ジョン・ルイス       | KO   | 4 (8), 2:38   | 1994年5月25日  | ブリストル Colston Hall                                             |                                                                       |
| 勝利                                                                      | 7–1     | Conroy Nelson        | TKO  | 4 (8)         | 1994年11月12日 | ダブリン ポイント劇場                                               |                                                                       |
| 勝利                                                                      | 8–1     | Gary Charlton        | TKO  | 1 (6)         | 1994年11月23日 | ロンドン Cafe Royal                                                 |                                                                       |
| 勝利                                                                      | 9–1     | Damien Caesar        | TKO  | 8 (10)        | 1995年2月23日  | ロンドン Elephant & Castle Centre                                   | BBBofC 南部ヘビー級王座（空位）獲得                                   |
| 勝利                                                                      | 10–1    | Keith Fletcher       | 判定 | 10 (10)       | 1995年4月27日  | ロンドン York Hall                                                  | BBBofC 南部ヘビー級王座防衛                                           |
| 勝利                                                                      | 11–1    | Steve Garber         | 判定 | 8 (8)         | 1995年5月25日  | レディング Rivermead Leisure Centre                                 |                                                                       |
| 敗戦                                                                      | 11–2    | Scott Welch          | KO   | 10 (10), 2:26 | 1995年7月1日   | ロンドン Royal Albert Hall                                          | BBBofC 南部ヘビー級王座陥落                                           |
| 勝利                                                                      | 12–2    | Neil Kirkwood        | TKO  | 7 (10)        | 1995年10月24日 | ロンドン Elephant & Castle Centre                                   |                                                                       |
| 敗戦                                                                      | 12–3    | Nikolay Kulpin       | 判定 | 10 (10)       | 1995年11月30日 | サラトフ Circus                                                     |                                                                       |
| 敗戦                                                                      | 12–4    | Michael Murray       | 判定 | 10 (10)       | 1996年2月5日   | ロンドン Crook Log Sports Club                                      |                                                                       |
| 勝利                                                                      | 13–4    | Damien Caesar        | KO   | 1 (10)        | 1996年4月9日   | ハートフォードシャー スティーブニッジ Leisure Centre                | BBBofC 南部ヘビー級王座（空位）獲得                                   |
| 勝利                                                                      | 14–4    | Darren Fearn         | 判定 | 8 (8)         | 1996年5月7日   | ロンドン メイフェア地区 Marriott Hotel                              |                                                                       |
| 勝利                                                                      | 15–4    | Michael Holden       | 判定 | 10 (10)       | 1996年7月9日   | ロンドン York Hall                                                  |                                                                       |
| 勝利                                                                      | 16–4    | James Oyebola        | TKO  | 5 (10)        | 1996年9月28日  | ロンドン                                                            | BBBofC 南部ヘビー級王座防衛                                           |
| 敗戦                                                                      | 16–5    | Željko Mavrović      | TKO  | 8 (12)        | 1997年2月15日  | ウィーン Kurhalle Oberlaa                                           | EBU 欧州ヘビー級タイトルマッチ                                        |
| 勝利                                                                      | 17–5    | Joseph Chingangu     | 判定 | 12 (12)       | 1997年6月30日  | ロンドン York Hall                                                  | コモンウェルスヘビー級王座（空位）獲得                                |
| 勝利                                                                      | 18–5    | Garry Delaney        | TKO  | 6 (12), 2:31  | 1997年9月27日  | ベルファスト Ulster Hall                                            | BBBofC 英国ヘビー級王座（空位）獲得 コモンウェルスヘビー級王座防衛    |
| 敗戦                                                                      | 18–6    | アクセル・シュルツ   | UD   | 12 (12)       | 1998年2月28日  | ドルトムント Arena Westfalenhalle                                   |                                                                       |
| 敗戦                                                                      | 18–7    | ヴィタリ・クリチコ   | TKO  | 2 (12)        | 1998年4月18日  | アーヘン Eurogress                                                  |                                                                       |
| 勝利                                                                      | 19–7    | ペレ・リード         | TKO  | 3 (12), 2:28  | 1999年1月30日  | ロンドン York Hall                                                  | 英国ヘビー級王座防衛 コモンウェルスヘビー級王座防衛                   |
| 勝利                                                                      | 20–7    | ダニー・ウィリアムズ | 判定 | 12 (12)       | 1999年4月3日   | ロンドン ロイヤル・アルバート・ホール                               | 英国ヘビー級王座防衛 コモンウェルスヘビー級王座防衛                   |
| 勝利                                                                      | 21–7    | Scott Welch          | 判定 | 12 (12)       | 1999年6月26日  | ロンドン Millwall New London Arena                                  | 英国ヘビー級王座防衛 コモンウェルスヘビー級王座防衛                   |
| 敗戦                                                                      | 21–8    | マイク・タイソン     | KO   | 2 (10)        | 2000年1月29日  | マンチェスター M.E.N. Arena                                         |                                                                       |
| 敗戦                                                                      | 21–9    | Mike Holden          | 判定 | 12 (12)       | 2000年3月13日  | ロンドン York Hall                                                  | BBBofC 英国ヘビー級王座陥落                                           |
| 勝利                                                                      | 22–9    | Mike Holden          | 判定 | 12 (12)       | 2001年4月30日  | ロンドン York Hall                                                  | WBO インターコンチネンタルヘビー級王座（空位）獲得                    |
| 敗戦                                                                      | 22–10   | ダニー・ウィリアムズ | TKO  | 4 (12)        | 2001年7月28日  | ロンドン Wembley Conference Centre                                  | BBBofC 英国ヘビー級王座およびコモンウェルスヘビー級王座タイトルマッチ |
| 引分                                                                      | 22–10–1 | Luke Simpkin         | 判定 | 6 (6)         | 2002年5月10日  | ロンドン Britannia Hotel                                            |                                                                       |
| 勝利                                                                      | 23–10–1 | Steffen Nielsen      | KO   | 6 (8)         | 2002年9月13日  | ラナース Randers Hallen                                             |                                                                       |
| 敗戦                                                                      | 23–11–1 | Sinan Samil Sam      | TKO  | 7 (12)        | 2003年4月26日  | シュヴェリーン Sport and Congress Center                            | EBU 欧州ヘビー級タイトルマッチ                                        |
| 敗戦                                                                      | 23–12–1 | Steffen Nielsen      | UD   | 10 (10)       | 2003年6月13日  | オールボー Aalborg Hallen                                           | EBU 欧州ヘビー級タイトルマッチ                                        |
| 敗戦                                                                      | 23–13–1 | Volodymyr Vyrchys    | UD   | 12 (12)       | 2003年9月6日   | キーウ キエフ・スポーツ宮殿                                         |                                                                       |
| 敗戦                                                                      | 23–14–1 | Luan Krasniqi        | UD   | 8 (8)         | 2003年10月18日 | ハンブルク O2ワールド・ハンブルク                                   |                                                                       |
| 敗戦                                                                      | 23–15–1 | オレグ・マスカエフ   | TKO  | 2 (10)        | 2003年11月27日 | チェーホフ オリンピック・スタジアム                                 |                                                                       |
| 敗戦                                                                      | 23–16–1 | マット・スケルトン   | 判定 | 10 (10)       | 2004年2月7日   | ロンドン York Hall                                                  | BBBofC 英国ヘビー級タイトルマッチ                                     |
| 敗戦                                                                      | 23–17–1 | オードリー・ハリソン | UD   | 12 (12)       | 2004年5月8日   | ブリストル Whitchurch Leisure Centre                                | WBFヘビー級タイトルマッチ                                             |
| 敗戦                                                                      | 23–18–1 | Alexander Dimitrenko | UD   | 8 (8)         | 2004年7月31日  | シュトゥットガルト Hanns-Martin-Schleyer-Halle                      |                                                                       |
| 敗戦                                                                      | 23–19–1 | Taras Bydenko        | UD   | 10 (10)       | 2004年9月21日  | ハンブルク Wandsbek Universum Gym                                   |                                                                       |
| 敗戦                                                                      | 23–20–1 | Roman Greenberg      | 判定 | 10 (10)       | 2004年12月10日 | シェフィールド Hillsborough Leisure Centre                          |                                                                       |
| 敗戦                                                                      | 23–21–1 | Micky Steeds         | 判定 | 8 (8)         | 2005年4月24日  | ロンドン レスター・スクウェア Equinox Nightclub                     |                                                                       |
| 敗戦                                                                      | 23–22–1 | Colin Kenna          | 判定 | 4 (4)         | 2005年6月26日  | サウサンプトン Southampton Guildhall                                |                                                                       |
| 敗戦                                                                      | 23–23–1 | Scott Gammer         | 判定 | 8 (8)         | 2005年9月30日  | カーマーゼン Showground                                             |                                                                       |
| 敗戦                                                                      | 23–24–1 | Scott Lansdowne      | 判定 | 4 (4)         | 2006年5月21日  | ロンドン York Hall                                                  |                                                                       |